# NGC 6633
NGC 6633 è un brillante ammasso aperto situato nel nord della costellazione dell'Ofiuco.

## Osservazione

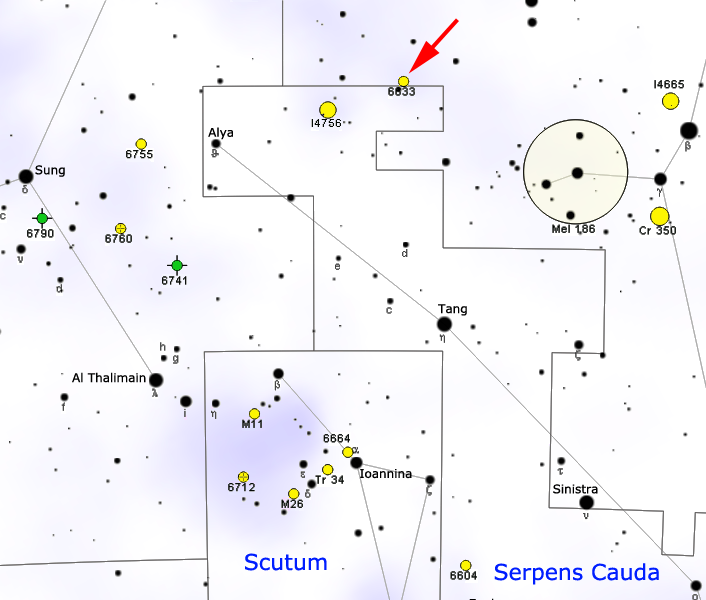
Mappa per individuare NGC 6633.

La sua posizione si individua con difficoltà per il fatto che non vi sono stelle luminose nei dintorni da cui partire per reperirlo con facilità; la sua magnitudine complessiva comunque lo rende visibile anche ad occhio nudo nelle notti senza Luna. Si presenta in un binocolo come un oggetto chiaro allungato in senso nordest-sudovest, con la concentrazione maggiore verso sudovest ed è formato da stelle di magnitudine 8 e 9, parzialmente risolvibili. La vista migliore si ottiene già con telescopi di piccole dimensioni, con aperture di 100mm e bassi ingrandimenti, che permettono di risolverlo completamente in alcune decine di stelle.
Quest'ammasso può essere osservato da entrambi gli emisferi terrestri e da tutte le aree popolate della Terra, grazie alla sua declinazione bassa e prossima all'equatore celeste; a parità di latitudine, gli osservatori dell'emisfero nord sono tuttavia leggermente più avvantaggiati di quelli dell'emisfero sud. Il periodo migliore per la sua osservazione nel cielo serale è quello compreso fra giugno e novembre.

## Storia delle osservazioni
NGC 6633 venne individuato per la prima volta da Philippe Loys de Chéseaux nel 1745, quando ancora Charles Messier non aveva compiuto le sue osservazioni; tuttavia quest'ultimo non inserì quest'oggetto nel suo celebre catalogo. Nel 1783 venne riosservato da Caroline Herschel, fornendone a sua volta una descrizione. John Herschel lo inserì nel suo General Catalogue of Nebulae and Clusters col numero 4410.
Il 30 agosto 2005, a seguito di numerose osservazioni, due astrofili veronesi hanno inviato una proposta all'Unione astronomica internazionale per rinominarlo "Ammasso Italia", dato che l'oggetto, in visione raddrizzata - cioè al binocolo, i telescopi solitamente, ruotano l'immagine - ricorda molto la forma della penisola italiana.

## Caratteristiche
NGC 6633 è un ammasso brillante ma relativamente disperso, situato alla distanza di circa 376 parsec (1225 anni luce); ricade pertanto all'interno del Braccio di Orione ed è in effetti uno degli ammassi aperti più vicini, trovandosi poco al di là dei vicini complessi nebulosi della Fenditura dell'Aquila. La sua età è di poco inferiore a quella delle Iadi, essendo stimata attorno ai 426 milioni di anni.
Studi fotometrici condotti negli anni duemila hanno individuato alcune decine di possibili nane bianche al suo interno, una delle quali presenta indizi di un'atmosfera composta prevalentemente da elio. Le stelle più luminose appartenenti all'ammasso sono cinque giganti gialle, tutte di magnitudine 8, e una gigante brillante arancione con classe spettrale K2II, di magnitudine 7,3; nella stessa direzione dell'ammasso si osservano altre due giganti gialle, la cui appartenenza fisica a NGC 6633 è stata esclusa.